# قرار مجلس الأمن التابع للأمم المتحدة رقم 276
صدر قرار مجلس الأمن التابع للأمم المتحدة رقم 276 في 30 يناير 1970، بعد إعادة تأكيد القرارات والبيانات السابقة، أدان استمرار احتلال جنوب أفريقيا لناميبيا باعتباره غير قانوني وقرر إنشاء لجنة فرعية مخصصة لدراسة السبل والوسائل التي يمكن تنفيذ قرارات المجلس. طلب المجلس من جميع الدول والمنظمات تزويد اللجنة الفرعية بكل المعلومات والمساعدات الأخرى التي قد تحتاجها، كما طلب من الأمين العام تقديم كل مساعدة للجنة الفرعية.
قرر المجلس استئناف النظر في مسألة ناميبيا بمجرد إتاحة توصيات اللجنة الفرعية.
اعتمد القرار بأغلبية 13 صوتا. امتنعت فرنسا والمملكة المتحدة عن التصويت.